# Lancang

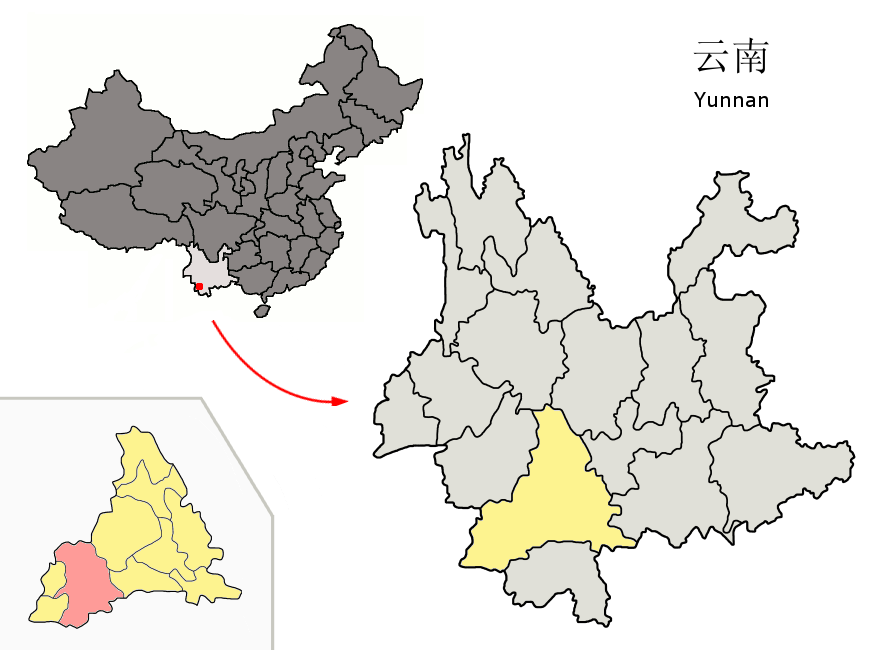
Lage von Lancang (rosa) in Pu'er (gelb)

Der Autonome Kreis Lancang der Lahu (澜沧拉祜族自治县,  Láncāng Lāhùzú zìzhìxiàn) ist ein autonomer Kreis der Lahu in der chinesischen Provinz Yunnan. Er gehört zum Verwaltungsgebiet der bezirksfreien Stadt Pu’er. Die Fläche beträgt 8.734 Quadratkilometer und die Einwohnerzahl 441.455 (Stand: Zensus 2020). 1999 zählte Lancang 460.976 Einwohner. Sein Hauptort ist die Großgemeinde Menglang (勐朗镇). 

## Administrative Gliederung
Der autonome Kreis setzt sich auf Gemeindeebene aus drei Großgemeinden und achtzehn Gemeinden (davon sieben Nationalitätengemeinden) zusammen. Diese sind:
- Großgemeinde Menglang (勐朗镇)
- Großgemeinde Shangyun (上允镇)
- Großgemeinde Nuozhadu (糯扎渡镇)

- Gemeinde Qianliu der Yi (谦六彝族乡)
- Gemeinde Donghe (东河乡)
- Gemeinde Dashan (大山乡)
- Gemeinde Nanling (南岭乡)
- Gemeinde Yakou (雅口乡)
- Gemeinde Jiujing der Hani (酒井哈尼族乡)
- Gemeinde Huimin der Hani (惠民哈尼族乡)
- Gemeinde Donghui (东回乡)
- Gemeinde Laba (拉巴乡)
- Gemeinde Zhutang (竹塘乡)
- Gemeinde Fubang (富邦乡)
- Gemeinde Ankang der Va (安康佤族乡)
- Gemeinde Wendong der Va (文东佤族乡)
- Gemeinde Fudong (富东乡)
- Gemeinde Xuelin der Va (雪林佤族乡)
- Gemeinde Mujia (木戛乡)
- Gemeinde Fazhanhe der Hani (发展河哈尼族乡)
- Gemeinde Nuofu (糯福乡)